# Тацунан-Мару
Тацунан-Мару (Tatsunan Maru) — транспортне судно, яке під час Другої світової війни брало  участь в операціях японських збройних сил на Соломонових островах.
Судно тоннажем 6417 GRT первісно мало назву «Шіннан-Мару», проте в якийсь момент перейменоване на «Тацунан-Мару».
Відомо, що 11 березня 1943 року воно полишило Сасебо у складі конвою, який 24 березня прибув на схід Каролінських островів до атола Трук (Чуук) (ще до війни тут була створена потужна база ВМФ, з якої до лютого 1944 року провадились операції у цілому ряді архіпелагів).
Надалі «Тацунан-Мару» перейшло південніше, для участі в операціях на Соломонових островах. У середині квітня 1943 року воно опинилося на якірній стоянці Шортленд — прикритій групою невеликих Шортлендських островів акваторії біля південного завершення острова Бугенвіль, де зазвичай відстоювались легкі бойові кораблі та перевалювались вантажі для подальшого відправлення далі на схід Соломонових островів. 17 квітня судно затонуло тут після підриву на міні, виставленій, літаками 30 березня.